# Helena Olsson
Se även Helena Olsson Wistrand och  Helena Olsson Smeby.
Helena Olsson är en svensk journalist och TV-chef.
Olsson har tidigare varit chef, programledare och reporter vid Godmorgon, världen!. och hade under flera år chefspositioner på Ekot och Sveriges Radios aktualitetsavdelning.
Den 1 mars 2012 gick hon över till Sveriges Television för att bli programbeställare för nyheter, dokumentär och samhälle.

## Källhänvisningar
1. ↑  ”SVT:s nya programbeställare”. Dagens Media. 9 februari 2012. http://www.dagensmedia.se/medier/rorligt/svt-s-nya-programbestallare-6146035.